# Легенда про Тарзана
«Легенда про Тарзана» (англ. The Legend of Tarzan) — американський пригодницький фільм режисера і продюсера Девіда Єйтса, що вийшов 2016 року. Стрічку створено на основі персонажу «Тарзан» Едгара Райса Барроуза. У головних ролях Александр Скашгорд, Марго Роббі, Семюел Лірой Джексон.
Вперше фільм продемонстрували 30 червня 2016 року у низці країн світу, у тому числі і в Україні.

## Сюжет
Джон Клейтон, відоміший усьому світові як Тарзан, вже перебрався до Лондона і живе спокійним заможним життям. Після років мирного життя, королева Вікторія доручає Тарзанові з'ясувати, що відбувається у Конго.

## У ролях
| Актор                | Персонаж                      | Роль                                      |
| -------------------- | ----------------------------- | ----------------------------------------- |
| Александр Скашгорд   | Тарзан / Джон Клейтон         | син британського лорда, вихований мавпами |
| Марго Роббі          | Джейн Портер                  | дружина Тарзана                           |
| Семюел Лірой Джексон | Джордж Вашингтон Вільямс      | американський найманець                   |
| Крістоф Вальц        | Леон Ром                      | корумпований бельгійський капітан         |
| Джимон Гонсу         | Мбонга                        | вождь                                     |
| Джон Гарт            | Архімед Портер                | професор, батько Джейн                    |
| Джим Бродбент        | Роберт Гаскойн-Сесіл Солсбері | британський прем'єр-міністр               |
| Каспер Крамп         | Керчовер                      | капітан                                   |
| Бен Чаплін           | Мулл                          | капітан                                   |
| Чарльз Бабалола      | Кулонга                       | син Мбонги                                |

Крім того Елла Пернелл виконала роль юної Джейн Портер, Рорі Джей Сапер роль юного Тарзана, а Алекс Фернс — офіцера. Також Мімі Ндівені зіграла Еше.

## Створення фільму

### Знімальна група
- Кінорежисер — Девід Єйтс
- Сценаристи — Адам Козад і Крейг Брювер
- Кінопродюсери — Девід Єйтс, Девід Баррон, Алан Річ і Джеррі Вайнтрауб
- Виконавчі продюсери — Брюс Берман, Сьюзен Екінс, Ніколас Корда, Майк Річардсон, Девід Єйтс
- Композитор — Ганс Ціммер, Гаррі Грегсон-Вільямс[9].
- Кінооператор — Генрі Брагем
- Кіномонтаж — Марк Дей
- Підбір акторів — Люсі Бівен, С'юзі Фіггс
- Художник-постановник — Стюарт Крейг
- Артдиректори — Раві Бенсал, Гай Бредлі, Тобі Бріттон та інші
- Художник по костюмах — Рут Маєрс[10].

### Виробництво
У червні 2003 року журнал «Variety» повідомив, що компанія «Warner Brothers» найняла сценариста Джона Августа, щоб той адаптував історію про Тарзана для великого екрану, а продюсуванням стрічки займеться Джеррі Вайнтрауб. У грудні 2006 року «Warner Brothers» і Джеррі Вайнтрауб вели перемовини з Гільєрмо дель Торо щодо посади режисера стрічки і з Джоном Коллі, щоб той зайнявся написанням сценарію. У вересні 2008 року «Variety» повідомив, що ведуться перемовини з Стівеном Соммерсом, щоб той зайнявся режисуванням, а також спільно з Стюартом Бітті писав сценарій, проте він покинув проєкт, про що у жовтні 2010 року повідомив ресурс «Deadline.com». У травні 2011 року стало відомо, що компанія домовилася з Адамом Козадом і Крейгом Брювером про створення ними двох різних сценаріїв. У червні 2012 стало відомо, що ведуться перемовини з трьома кандидатами на місце режисера — Девідом Єйтсом, Гері Россом і Сусанною Вайт, а вже 5 листопада 2012 року Девід Єйтс підтвердив свою участь у проєкті. У квітні 2013 року Майк Флеммінг повідомив, що створення стрічки згортається через велику вартість, проте у грудні 2013 року робота над проєктом відновилася, а у лютому 2014 року компанія «Warner Brothers» встановила дату прокату фільму — 1 липня 2016 року.
Знімання фільму розпочали 30 червня 2014 року у Лівесдені, графство Гартфордшир, Англія на студії Warner Brothers і завершили 3 жовтня 2014 року.

## Сприйняття

### Оцінки
Фільм отримав змішані відгуки: Rotten Tomatoes дав оцінку 36 % на основі 200 відгуків від критиків (середня оцінка 5,1/10) і 62 % від глядачів зі середньою оцінкою 3,6/5 (55 594 голоси). Загалом на сайті фільм має змішані оцінки, фільму зарахований «гнилий помідор» від кінокритиків, проте «попкорн» від глядачів, Metacritic — 44/100 (41 відгук критиків) і 6,2/10 від глядачів (242 голоси). Загалом на цьому ресурсі від критиків фільм отримав змішані відгуки, а від глядачів — схвальні, IGN — 5,5/10 (посередній), Internet Movie Database — 6,4/10 (83 635 голосів).

### Касові збори
Під час показу в Україні, що розпочався 30 червня 2016 року, протягом першого тижня на фільм було продано 76 327 квитків, фільм показали у 234 кінотеатрах і він зібрав 6 371 801 ₴, або ж 259 883 $, що на той час дозволило йому зайняти 1 місце серед усіх прем'єр.
Під час прем'єрного показу у США, що розпочався 1 липня 2016 року, протягом першого тижня фільм показали у 3 561 кінотеатрі і він зібрав 38 505 000 $, що на той час дозволило йому зайняти 2 місце серед усіх прем'єр. Показ фільму тривав 77 днів (11 тижнів) і завершився 15 вересня 2016 року, зібравши у прокаті у США 126 643 061 долар США, а у решті світу 230 100 000 $ (за іншими даними 222 500 000 $), тобто загалом 356 743 061 долар США (за іншими даними 349 143 061 $) при бюджеті 180 млн доларів США.

### Виноски
1. 1 2  The Legend of Tarzan: Release Info (англ.). Internet Movie Database. Архів оригіналу за 12 квітня 2016. Процитовано 27 лютого 2016.
2. 1 2  Легенда про Тарзана. Kino-teatr.ua. Архів оригіналу за 14 березня 2016. Процитовано 27 лютого 2016.
3. 1 2  Dave McNary (1 липня 2016). Box Office: ‘The Purge 3’ Expunges ‘Legend of Tarzan,’ ‘The BFG’ on Thursday Night (англ.). Variety. Архів оригіналу за 28 серпня 2016. Процитовано 3 липня 2016.
4. 1 2 3 4  The Legend of Tarzan (англ.). Box Office Mojo. Архів оригіналу за 4 серпня 2016. Процитовано 17 листопада 2016.
5. 1 2 3 4  The Legend of Tarzan (2016) (англ.). The Numbers. Архів оригіналу за 16 грудня 2016. Процитовано 17 листопада 2016.
6. ↑  The Legend of Tarzan (2016) (англ.). AllMovie. Архів оригіналу за 2 серпня 2016. Процитовано 7 серпня 2016.
7. ↑  Легенда про Тарзана. Kinomania. Архів оригіналу за 27 лютого 2016. Процитовано 27 лютого 2016.
8. ↑  Kroll, Justin (5 листопада 2014). Ella Purnell and Asa Butterfield to Star in Tim Burton’s ‘Miss Peregrine’s’ (EXCLUSIVE). Variety. Архів оригіналу за 20 лютого 2015. Процитовано 20 лютого 2015.
9. ↑  Евгений Дьяков. Ханс Циммер напишет музыку к новому «Тарзану» (рос.). Apelzin.ru. Архів оригіналу за 11 березня 2016. Процитовано 09 березня 2016.
10. ↑  The Legend of Tarzan: Full Cast & Crew (англ.). Internet Movie Database. Архів оригіналу за 7 травня 2016. Процитовано 27 лютого 2016.
11. ↑  Cathy Dunkley (26 червня 2003). August ape for ‘Tarzan’ (англ.). Variety. Архів оригіналу за 4 березня 2016. Процитовано 27 лютого 2016.
12. ↑  Michael Fleming (14 грудня 2006). ‘Tarzan’ on vine for Warner Bros (англ.). Variety. Архів оригіналу за 4 березня 2016. Процитовано 27 лютого 2016.
13. ↑  Dave McNary (2 вересня 2008). Sommers in talks to direct ‘Tarzan’ (англ.). Variety. Архів оригіналу за 4 березня 2016. Процитовано 27 лютого 2016.
14. ↑  Mike Fleming Jr (18 жовтня 2010). Stephen Sommers Leaves WME For CAA (англ.). deadline.com. Архів оригіналу за 5 березня 2016. Процитовано 27 лютого 2016.
15. ↑  Mike Fleming Jr (6 травня 2011). Warner Bros Has One, Maybe Two Tarzan Pic Swinging From The Vine (англ.). deadline.com. Архів оригіналу за 25 липня 2015. Процитовано 27 лютого 2016.
16. ↑  Angie Han (18 червня 2012). David Yates, Gary Ross, and Susanna White Circling One of Warner Bros.’ ‘Tarzan’ Movies (англ.). /Film. Архів оригіналу за 4 березня 2016. Процитовано 27 лютого 2016.
17. ↑  Claude Brodesser-Akner (7 листопада 2012). Exclusive: David Yates Committing to Tarzan at Warner Bros (англ.). Vulture. Архів оригіналу за 11 квітня 2014. Процитовано 27 лютого 2016.
18. ↑  Mike Fleming Jr (10 квітня 2013). ‘Tarzan’ Dying On The Vine At Warner Bros? (англ.). deadline.com. Архів оригіналу за 6 березня 2016. Процитовано 27 лютого 2016.
19. ↑  Justin Kroll (11 грудня 2013). Samuel L. Jackson in Talks for ‘Tarzan’ at Warner Bros (англ.). Variety. Архів оригіналу за 20 лютого 2014. Процитовано 27 лютого 2016.
20. ↑  Borys Kit (11 лютого 2014). Warner Bros. Sets Release Date for Its 3D 'Tarzan' Movie (англ.). The Hollywood Reporter. Архів оригіналу за 29 червня 2019. Процитовано 27 лютого 2016.
21. ↑  Gordon Cox (30 червня 2014). Warner Bros. to Expand Leavesden Studios as ‘Tarzan’ Starts Filming (англ.). Variety. Архів оригіналу за 2 липня 2014. Процитовано 27 лютого 2016.
22. ↑  SSN Insider Staff (6 жовтня 2014). On The Set For 10/06/14: Liam Neeson Starts A Monster Calls, Alexander Skarsgard Wraps Tarzan (англ.). ssninsider.com. Архів оригіналу за 8 жовтня 2014. Процитовано 27 лютого 2016.
23. ↑  The Legend of Tarzan (англ.). Rotten Tomatoes. Архів оригіналу за 29 червня 2016. Процитовано 17 листопада 2016.
24. ↑  The Legend of Tarzan (англ.). Metacritic. Архів оригіналу за 30 червня 2016. Процитовано 17 листопада 2016.
25. ↑  Jim Vejvoda (29 червня  2016). The Legend of Tarzan review (англ.). IGN.com. Архів оригіналу за 30 червня 2016. Процитовано 7 серпня 2016.
26. ↑  The Legend of Tarzan (англ.). Internet Movie Database. Архів оригіналу за 16 листопада 2016. Процитовано 17 листопада 2016.
27. 1 2  Бокс-Офіс 26 (2016): Тінь велетня. Kino-teatr.ua. Архів оригіналу за 20 серпня 2016. Процитовано 14 липня 2016.
28. ↑  The Legend of Tarzan — Ukraine Weekend Box Office (англ.). Box Office Mojo. Архів оригіналу за 30 липня 2016. Процитовано 14 липня 2016.